# Kenji Gotō
Kenji Gotō (後藤 健二, Gotō Kenji), né le 23 octobre 1967, et mort le 31 janvier 2015, est un journaliste japonais traitant des guerres et des conflits, des réfugiés, de la pauvreté, du SIDA, et de l'éducation des enfants partout dans le monde. En octobre 2014, il fut capturé et retenu en otage par des militants de l'État islamique après être allé en Syrie dans l'espoir de secourir Haruna Yukawa (ja), un otage japonais. Le 30 janvier 2015, il fut décapité par Jihadi John, l'un de ses ravisseurs, à la suite de la rupture des négociations pour sa libération.

## Biographie
Kenji Gotō est né le 23 octobre 1967 à Sendai, dans la préfecture de Miyagi au Japon. Après avoir décroché son diplôme à l'université Hōsei à Tokyo en 1991, il a travaillé dans une société de production de médias avant de créer l'Independent Press en 1996. Il a également travaillé avec des organisations des Nations unies, comme l'UNICEF et le Haut Commissariat des Nations unies pour les réfugiés.
En faisant des reportages dans des pays en guerre dans le monde entier, surtout en Afrique et au Moyen-Orient, il s'est concentré sur la vie et l'humanité des citoyens ordinaires au cours des périodes difficiles. Ses travaux contiennent des livres et des DVD sur les diamants de conflits et les enfants soldats en Sierra Leone, sur la guerre civile rwandaise et ses survivants, sur une mère adolescente dans un « village-SIDA » estonien, et sur les filles et l'éducation en Afghanistan. En 2006, il a gagné le Sankei Children's Book Award pour son livre intitulé Daiyamondo yori Heiwa ga Hoshii (Je veux la paix plutôt qu'un diamant). Ses reportages vidéo ont été diffusés sur les réseaux nationaux japonais, dont la NHK et TV Asahi.
Kenji Gotō s'est converti au christianisme en 1997, et était membre d'une paroisse de la United Church in Japan à Den-en-chōfu à Tokyo.
En octobre 2014, sa femme, Rinko Jogo a un enfant, le second du couple. Il avait également un autre enfant issu d'un ancien mariage.

## Enlèvement et décapitation
Malgré les trois avertissements du gouvernement japonais en septembre et octobre 2014, lui déconseillant de retourner en Syrie, Gotō y est tout de même retourné le 24 octobre 2014 en passant par la Turquie, dans le but de sauver Haruna Yukawa, un otage japonais, qui avait été capturé par des militants de l'État islamique (EI) en août,,. Il a été déclaré comme capturé par des membres de l'EI le jour suivant. Il est apparu dans une vidéo provenant des militants de l'EI le 20 janvier 2015, dans laquelle ils demandaient 200 millions d'euros au gouvernement japonais pour la vie de Gotō et celle de Yukawa. Le 23 janvier, sa mère, Junko Ishidō (石堂 順子 Ishidō Junko), fit une demande à l'EI au cours d'une conférence de presse tenue au Club des correspondants étrangers du Japon à Tokyo, pour que son fils soit épargné.
Le 24 janvier, l'EI publia une photo de Gotō tenant lui-même un photo de Haruna Yukawa décapité. Dans une cassette audio accompagnant la photo, Gotō lut un message en anglais blâmant le gouvernement japonais pour la mort de son « compagnon de cellule » et clamant que l'EI épargnerait la vie de Gotō et l'échangerait contre Sajida al-Rishawi, une djihadiste irakienne qui avait participé aux attentats du 9 novembre 2005 à Aman. Le 29 janvier, la femme de Gotō, Rinko Jogo, envoya une demande aux ravisseurs de son mari en passant par la Rory Peck Trust, une organisation non gouvernementale venant en aide aux journalistes indépendants ainsi qu'à leurs familles en cas de crise.
Le 31 janvier 2015, l'EI diffusa une vidéo montrant Gotō se faisant décapiter. Il a été annoncé plus tard qu'il avait été transféré dans la ville de Tall Abyad le 29 janvier pour préparer un possible échange avec Sajida al-Rishawi. Mais lorsqu'il est devenu évident que l'échange n'aurait pas lieu, il fut ramené près de Raqqa en Syrie, et fut tué le matin du 30 janvier, heure locale,.

## Couverture médiatique
À la suite de la diffusion de la vidéo de la décapitation de Gotō le 31 janvier, de nombreuses chaînes de télévisions japonaises, dont la NHK, la Nippon Television, TBS, la Fuji Television, et TV Asahi, ont suspendu leur programmation classique afin de fournir toutes les informations quant à cet événement. Certains médias étrangers ont noté une réaction plutôt sceptique du public japonais vis-à-vis des deux otages. Le public japonais avait répondu d'une manière similaire avec trois citoyens japonais qui avaient été pris en otage en Irak. L'outrage du public et leur naïveté avait poussé le gouvernement japonais à leur facturer leur billet d'avion pour revenir au Japon après leur libération. L'opinion publique au Japon vis-à-vis de ces otages était qu'ils s'étaient délibérément mis en danger, et que le gouvernement et les contribuables étaient poussés à payer pour leur retour.